# El Forn (Canillo)
El Forn ist ein Dorf in der Gemeinde Canillo in Andorra. Bei der Volkszählung 2024 hatte es 122 Einwohner.

## Geographie
El Forn liegt nördlich des Flusses Riu del Forn und südöstlich des Valira dʼOrient. Es wird von der Straße CS 251 bedient, einem Abzweig der Straße 250 in Prats, nördlich der Hauptstraße Carretera general 2. In der Nähe befindet sich etwa 500 Meter nördlich der Ort Canillo und etwa 500 Meter westlich der Ort Prats. Es liegt etwa 8 Kilometer entfernt von der Hauptstadt Andorras, Andorra la Vella.